# Phelsuma laticauda
Phelsuma laticauda là một loài thằn lằn trong họ Gekkonidae. Loài này được Boettger mô tả khoa học đầu tiên năm 1880.

## Hình ảnh

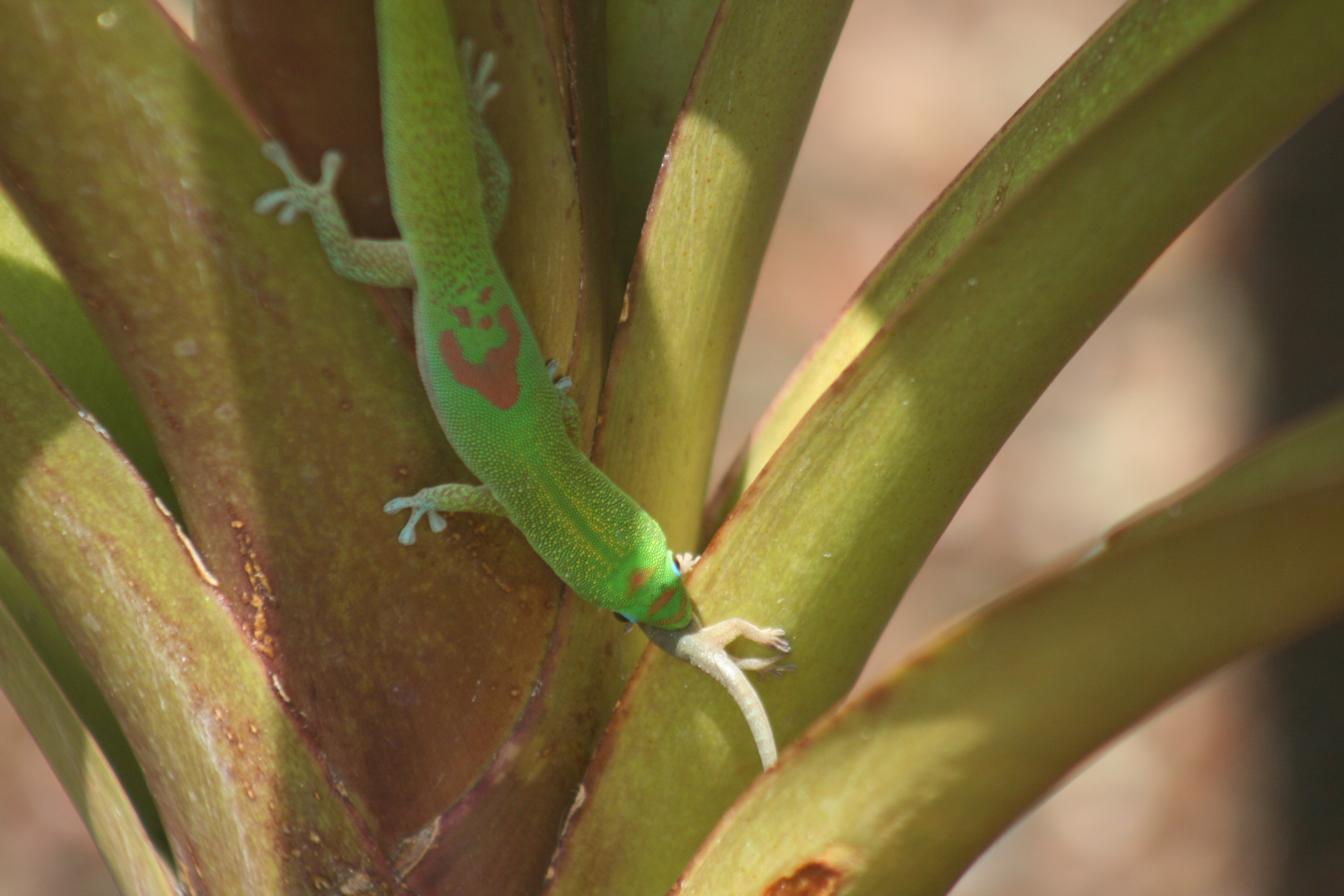
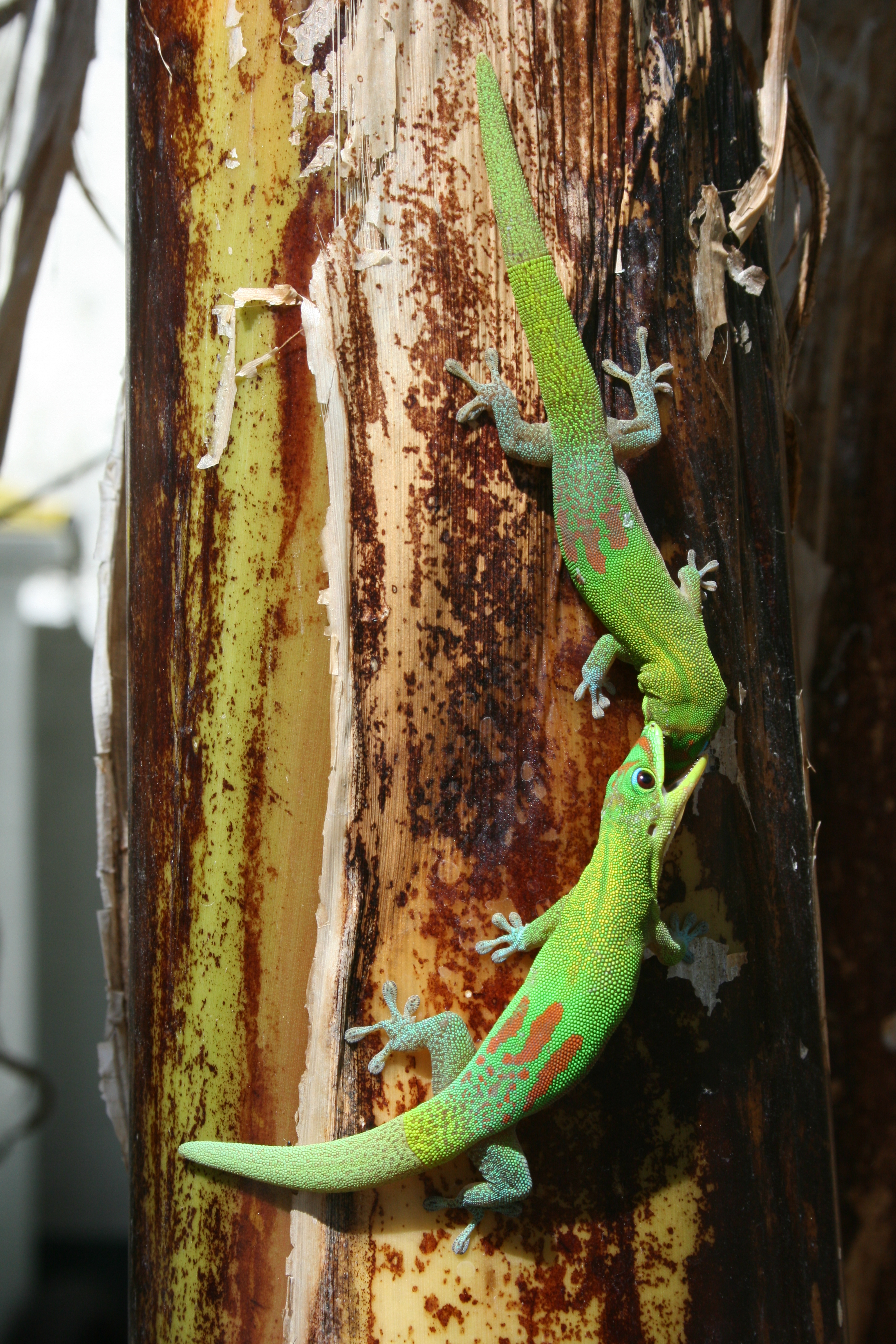
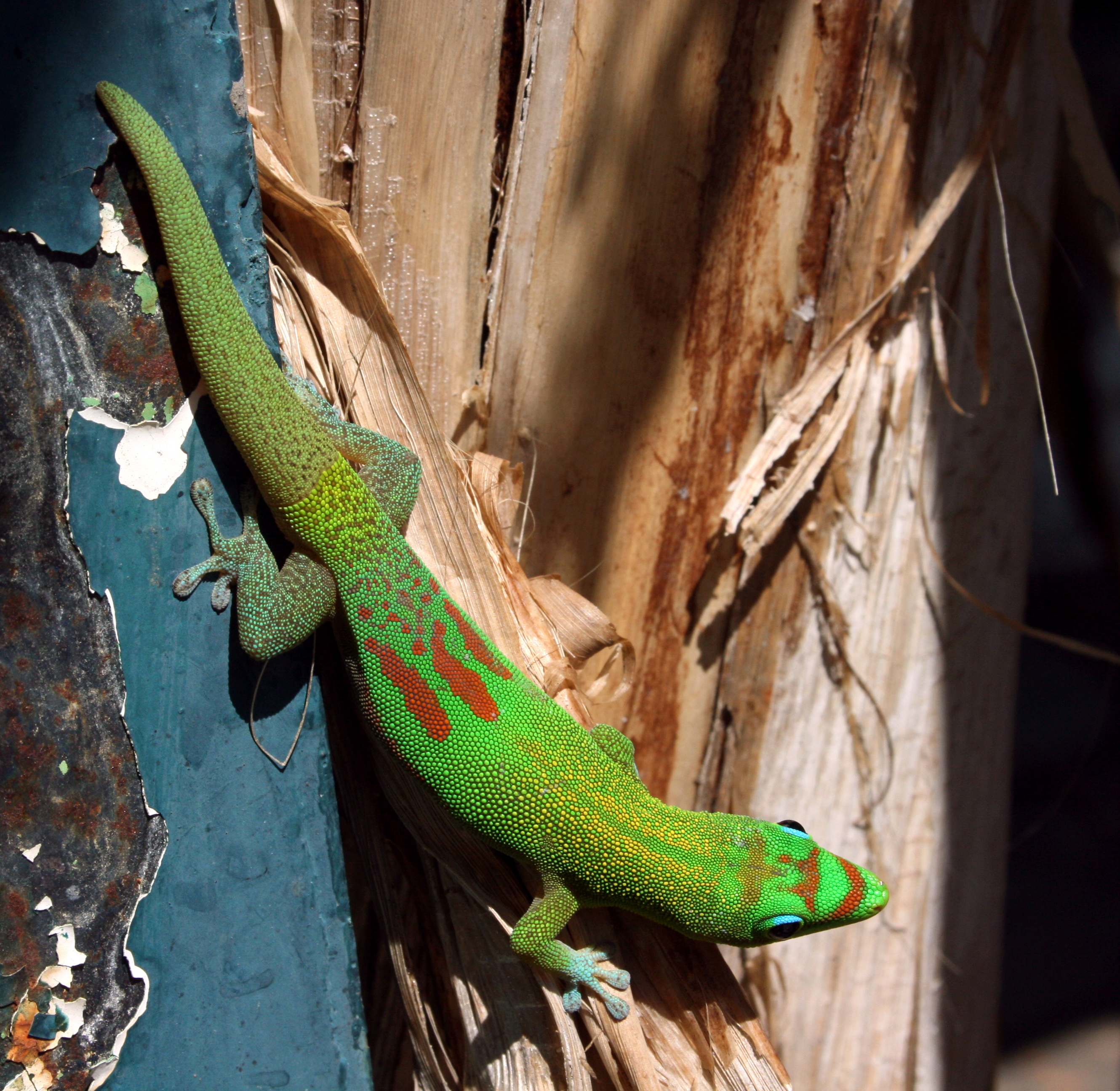
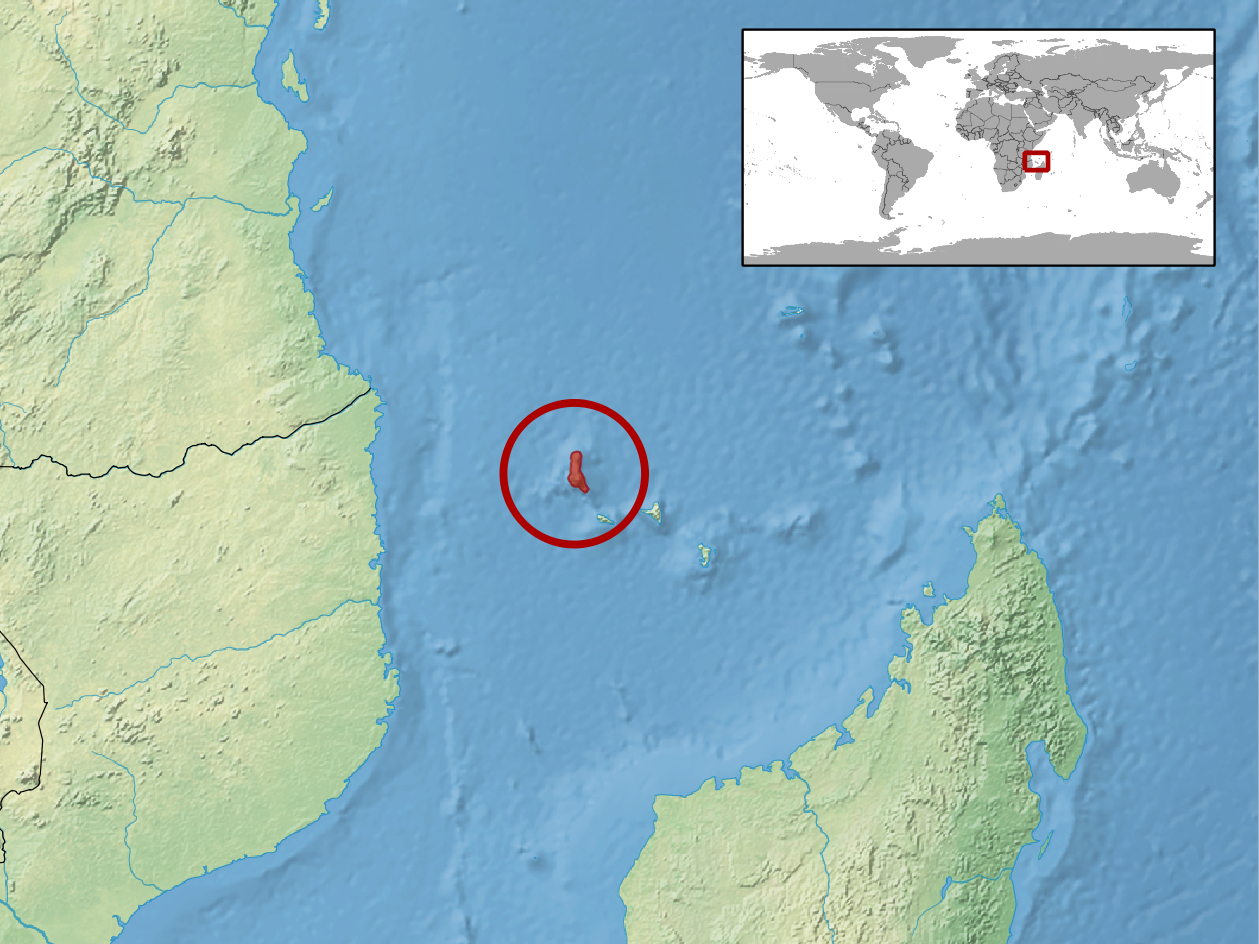